# Pseudocrossidium elatum
Pseudocrossidium elatum är en bladmossart som beskrevs av Delgadillo M. 1975. Pseudocrossidium elatum ingår i släktet rullmossor, och familjen Pottiaceae. Inga underarter finns listade i Catalogue of Life.